# Bataille de Daegu
Guerre de Corée
Batailles
Bataille du périmètre de Busan :

Août :
- Masan
- Massacre de Bloody Gulch
- Battle Mountain
- Nakdong (1re)
- Pohang
- Daegu
- Bowling Alley
- Massacre de la colline 303

Septembre :
- Grande offensive du Nakdong
- Gyeongju
- Tabu-dong
- Ka-san
- Nakdong (2e)
- Yongsan
- Haman
- Rivière Nam

Contexte :
- Ordre de bataille
- Logistique

La bataille de Daegu est un engagement entre les forces des Nations unies et de Corée du Nord durant les premières phases de la guerre de Corée, du 5 au 20 août 1950, près de la ville de Daegu en Corée du Sud. Il s'agit d'un épisode de la bataille du périmètre de Busan. Elle se solda par une victoire de l'ONU, dont les forces parvinrent à chasser les divisions nord-coréennes qui traversaient le Nakdong et tentaient de lancer une offensive sur la ville.

## Contexte historique

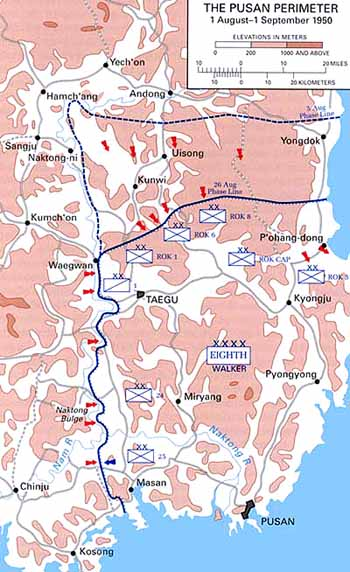
Le périmètre de Pusan en aout 1950. La ville de Daegu (Taegu selon l'ancienne orthographe) se situe au centre de cette carte.

### L'offensive nord-coréenne
Dans les heures précédant l'aube du 25 juin 1950, sous la protection d'un formidable barrage d'artillerie, 135 000 Nord-Coréens franchirent la frontière entre les deux Corées. Le gouvernement nord-coréen annonça que des troupes commandées par le « traître et bandit » Syngman Rhee avaient traversé le 38e parallèle, et que par conséquent le Nord avait été obligé de riposter « à une grave provocation des fantoches de Washington », selon L'Humanité du lendemain. Conseillée et équipée par les Soviétiques, qui ne s'engageront toutefois jamais ouvertement, l'armée nord-coréenne mit en ligne 7 divisions, 150 T-34, 1 700 pièces d'artillerie, 200 avions de combat et d'importantes réserves.
L'attaque nordiste fut dévastatrice. Au moins les deux tiers de la petite armée sud-coréenne (à peine 38 000 hommes répartis sur 4 divisions d'infanterie) étaient alors en permission, laissant le pays largement désarmé. Les Nord-Coréens attaquèrent en plusieurs endroits stratégiques, parmi lesquels Kaesong, Chunchon, Uijongbu, et Ongjin. En quelques jours, les forces sudistes, surclassées en nombre et en puissance de feu, furent mises en déroute et durent battre en retraite. Tandis que l'attaque au sol progressait, l'armée de l'air nordiste bombarda l'aéroport de Gimpo à Séoul où se trouvaient les 22 avions de liaison et d'entraînement de l'aviation du sud. Séoul fut prise dans l'après-midi du 28 juin et Osan, Pyongtaek, Cheonan et Daejeon défendus par les Américains tombent début juillet.

## Déroulement de la bataille

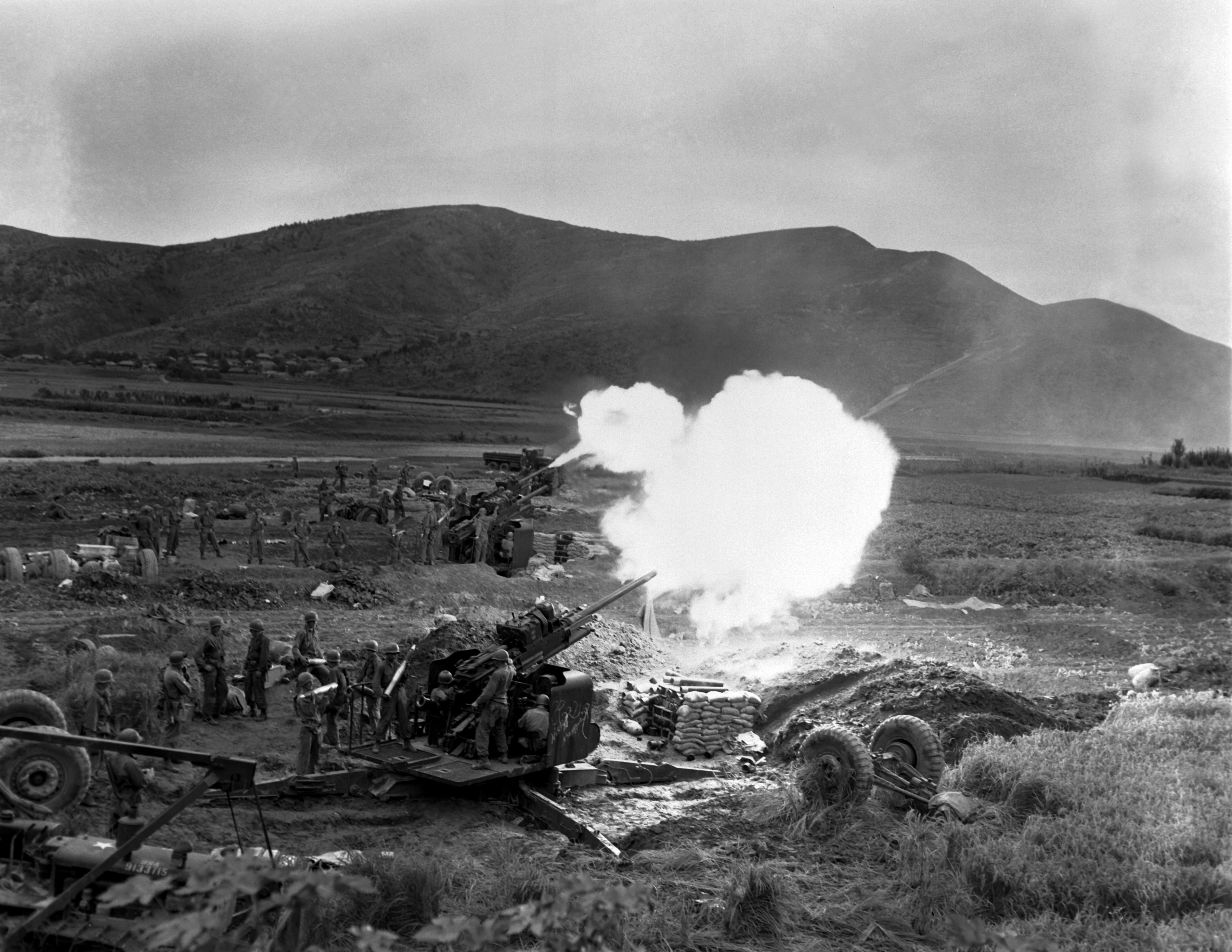
Pièces d'artillerie sud-coréenne de 90mm tirant sur des positions nord-coréennes au nord de Daegu.

5 divisions de l'Armée populaire de Corée se massèrent autour de Daegu pour traverser le cours d'eau Nakdong par l'ouest et le nord. La défense de la ville était assurée par la 1re division de cavalerie et le IIe Corps de la République de Corée.
Dans une série d'engagements, chacune des divisions nord-coréennes tenta de traverser la Naktong et d'attaquer les forces du Commandement des Nations unies en Corée. Le succès de ces attaques varient selon le secteur, mais les attaques dans le secteur de la 1re division de cavalerie ont été repoussées ainsi que celles dans le secteur sud-coréen, qui rencontrèrent plus de succès.
Pendant la bataille, les troupes nord-coréennes ont cependant réussi à surprendre les troupes américaines sur la colline 303 et à capturer celles-ci, entrainant le massacre de quarante et un prisonniers de guerre américains le 17 août 1950. En dépit de la prise de la colline, l'ONU parvint à repousser en grande majorité les Nord-Coréens hors de la ville.
Les pertes nord-coréennes s’élevèrent au total à 3 700 tués et blessés tandis que les forces américano-sud-coréennes déploraient 200 morts et 400 blessés.

## Analyse
Les combats autour de Daegu voient des tentatives répétées de la part des divisions de la RPDC de prendre la ville.
Les troupes de la RPDC sont finalement stoppées par les troupes américaines et sud-coréennes, ainsi que par des frappes aériennes.
Les cinq divisions nord-coréennes auront subi lourdes pertes et finiront par s’effondrer, par manque d'hommes et de logistique. Certaines des troupes de ces divisions échappent à la destruction ou à la capture, se disperse dans les montagnes. Ces derniers éléments de l'armée nord-coréennes dans la région seront finalement vaincus pendant la bataille de Bowling Alley.